# Eвa Виола
Eva Виола (мађ. Viola Éva Сомбор, 14. јануар 1949 – 21. јул 2019), мађарска песникиња, прозаиста и преводилац.

## Биографија
Ева Виола је рођена у Сомбору 1949. године, а од 1982. године је живела и радила у Ријеци.Песникиња и преводитељка је промотерка мађарске културе у Хрватској.
Објављивала је у многим књижевним часописима, зборницима и годишњацима.
За рукопис прве збирке песама Вријеме надања, 1984. године добила је награду Одјела за културу Града Ријеке. Збирка је штампана тек после двадесет године 2004. године у двојезичном хрватско-мађарском издању. Друга збирка песама У очима цаклине, награђена је 1985. године на такмичењу Ријечког књижевног и научног друштва чија је чланица и била. Књига је штампана следеће године. Трећа збирка песама, такође двојезична, Ватромет, објављена је 2006. године. Четврта књига, Приче и монодраме, објављена је у двојезичном издању 2009. године.
На такмичењу Звонимира Галога 2004. године за најлепшу љубавну песму изабрана је и уврштена у збирку 100најлепших љубавних песама под насловом Јучер бих умро за те а данас јер те нема.
За монодраму Животе волим те! добила је награду Друштва хрватских књижевника 2004. године у Имотском на Раосовом такмичењу за монодраме. Године 2011. објавила је збирку Пјесме о мору, двојезично издање. Збирку поезије Старо море, тројезично издање - хрватско, мађарско и италијанско, објавила је 2013. године. Двојезичну збирку песама Фиуме објавила је 2014. године.
Ауторка је и два игроказа - Легенда о Морчићу и Буби путује на море (оба игрокази за децу),као и монодраме Весељаково лудило.
Бави се и превођењем. Превела је на хрватски језик неколико мађарских дечијих песника, као и мађарске народне приче. Са хрватског на мађарски језик превела је Изабране пјесме Мирослава Ковачевића,као и песме Јовице Ђурђића.
Године 2014. Председник Републике Мађарске, Јанош Адер, доделио је Еви Виоли високо државно одликовање, мађарски Златни Криж, као писцу, песнику и преводиоцу.
Ева Виола је активно учествовала у Приморском мађарском удружењу од 2002. године, чији је била секретар пет година. Од 2007. је била председник удружења ХМДК Приморско-горанске жупаније, потом је била и жупанијски представник мађарске мањине у неколико мандата, и члан националног председништва ХМДК.

## Награде
- 1984 - Награда Одјела за културу града Ријеке
- 1985 - Награда Ријечког књижевног и научног друштва
- 2004 - Награда Друштва хрватских књижевника
- 2004 - Награда на такмичењу Звонимира Голоба за најепшу љубавну песму
- 2014 - Мађарски Златни криж